# 利姆尼亚语
利姆尼亚语曾在公元前6世纪后半叶分布于利姆诺斯岛，主要见于墓志铭，术语称为利姆诺斯岛碑刻。1885年利姆诺斯岛碑刻发现于卡米尼亚附近。当地陶器碎片上的文字显示，它是当地一个社群内部的语言。:902009年，在利姆诺斯岛最大古城海帕依司提亚发现新的铭刻。一般认为利姆尼亚语与伊特拉斯坎语关系密切。公元前6世纪后半叶雅典征服利姆诺斯岛后，利姆尼亚语被阿提卡希腊语取代。

## 书写系统
利姆尼亚语铭文以优卑亚字母书写，也称“红字母”。红色型分布在希腊大陆中北部（色萨利、维奥蒂亚和伯罗奔尼撒半岛大部）以及优卑亚岛，还有与这些地方相关联的殖民地，意大利大部分殖民地即属此类。书写利姆尼亚语铭文的变体与伊特鲁里亚南部书写伊特拉斯坎语的字母的老式变体相似。:105–106

## 系属分类

第勒尼安语系系统树，据de Simone & Marchesini (2013)

由于利姆尼亚语和伊特拉斯坎语在词汇及语法上的联系，1998年德国语言学家赫尔穆特·利克斯（Helmut Rix）提出第勒尼安语系。例如，
- 伊特拉斯坎语和利姆尼亚语都有两个独立的与格，甲类*-si和乙类*-ale，在利姆诺斯岛碑刻(“为Hulaie”、“为福西亚人”)和伊特鲁立亚碑刻(“给Aule”；“我被拉里斯·威尔柴娜（Laris Velchaina）祝福”)；[2]
- 有少数词汇对应，如利姆尼亚语(年)和伊特拉斯坎语(属格)；或利姆尼亚语(40)和伊特拉斯坎语(属格)，都共享同一内部结构“数字+10后缀+ 屈折尾”(利姆尼亚语：ši + alχvi + -s，伊特拉斯坎语：še + alχl + s)；[2]
- 都有以*-s标记的属格和以*-a-i表示的简单过去时(伊特拉斯坎语-⟨e⟩，如“曾是”(< *amai)；利姆尼亚语-⟨ai⟩，如“曾活着”)。

利克斯的第勒尼安语系亦得到许多语言学家支持，包括斯特凡·舒马赫（Stefan Schumacher）、卡洛·德·西蒙（Carlo De Simone）、:3-58诺伯特·厄廷格（Norbert Oettinger）、:233–246西蒙那·马克西尼（Simona Marchesini）、雷克斯·华莱士（Rex E. Wallace）等。3种古语言的共同特征集中在词法学、音系和句法上，但词汇对应很少，这一部分是因为雷蒂亚语和利姆尼亚语的记录本就很少，语系可能也分裂得很早。人们常将第勒尼安语系与古欧洲诸语言和南欧的前印欧语比较。
利姆尼亚语也可能在青铜时代晚期抵达爱琴海，当时迈锡尼文明的统治者从西西里岛、撒丁岛和意大利半岛的其他区域征募雇佣兵。

## 元音
和伊特拉斯坎语一样，利姆尼亚语是4元音系统，有i、e、a和u四个元音。邻近地区的其他语言，如赫梯语和阿卡德语同样也有相似的4元音系统，说明这是较早期的区域特征。

## 利姆诺斯岛碑刻

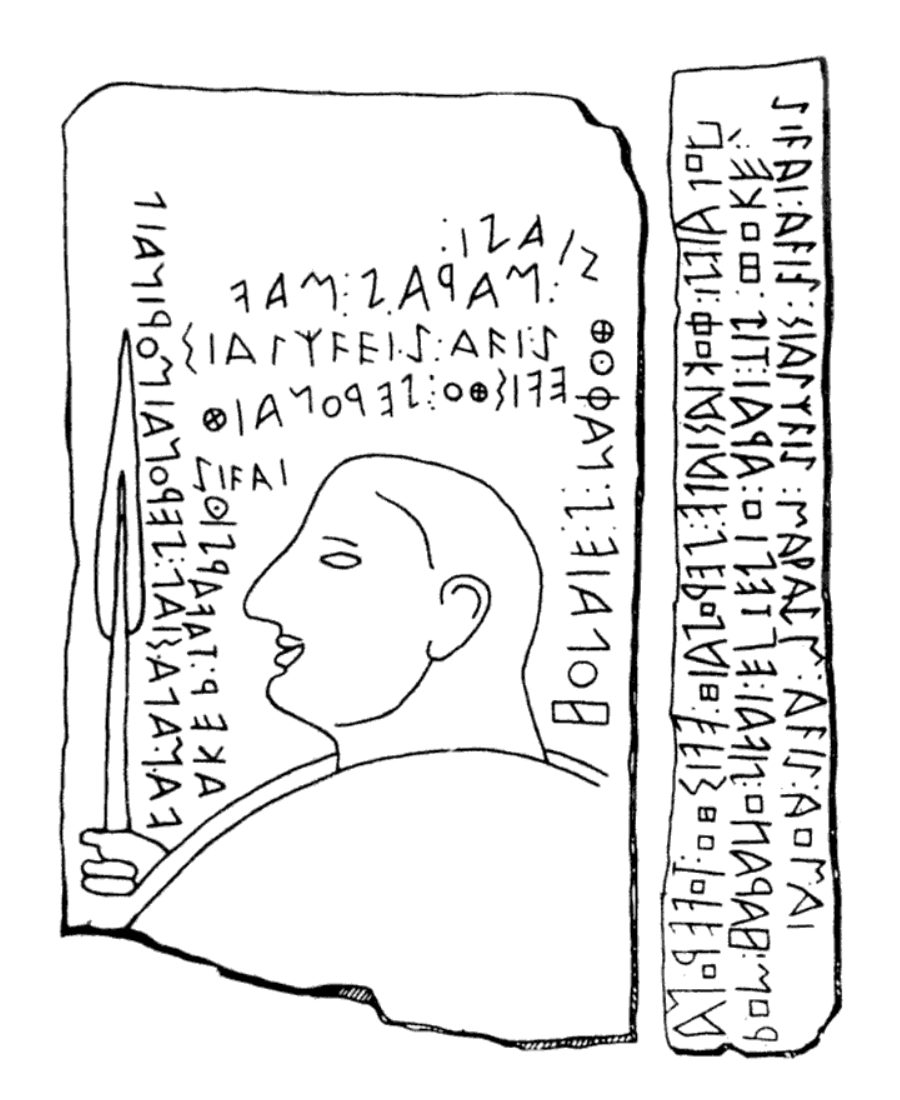
利姆诺斯岛碑

这块石碑被建在了卡米尼亚教堂的墙上，现在藏于雅典国家考古博物馆。公元前6世纪的数据是基于公元前510年，雅典的小米太亚德入侵利姆诺斯岛并将其希腊化的史实。:136-140石碑上有一个低浮雕的男人半身像，并刻有类似西部(“哈尔基斯”)希腊字母的字母。转写以牛耕式转行书写法书写，不过尚未完全破译，还有待于伊特拉斯坎语的进一步解读。
铭文共有198个字符，形成33到40个词，分词有时用一到三个点表示。文本分三部分，两部分竖着写，一部分横着写。可以解读出词组(“60岁”，B.3)可以与伊特拉斯坎语(且65岁)互相对应。
转写
正面：
A.1. 
A.2. 
A.3. 
A.4. 
A.5. 
A.6. 
A.7. 
侧面：
B.1. 
B.2. 
B.3. 

## 海帕依司提亚铭文
另一份利姆尼亚语铭文在利姆诺斯岛上的海帕依司提亚遗址，发现于2009年。铭文包含26个字母，以牛耕式转行书写法写了两行。
转写：
第一行(左到右)：

第二行(右到左)：